# Adoração (álbum de André Valadão)
Adoração é o segundo EP do cantor brasileiro André Valadão, lançado em abril de 2017. Neste disco, o cantor regravou canções presentes em vários discos de sua carreira solo em piano e voz. Clipes destas versões foram publicadas, previamente, no canal do artista no YouTube.

## Faixas
1. "Abraça-Me"
2. "Razão da Minha Vida"
3. "Que Amor É Esse"
4. "Tu És"
5. "Libertador"